# Кутб, Сейид
Сейид Ибрахим Кутб (араб. سيد قطب‎; 9 октября 1906, Муша — 29 августа 1966) — египетский писатель и философ, идеолог ассоциации «Братья-мусульмане». В 1966 году он был признан виновным в заговоре с целью убийства президента Египта Гамаля Абдель Насера и казнён через повешение. Автор 24 книг, а также около 30 книг неопубликованных по разным причинам (в основном уничтожены государством), и не менее 581 статьи, включая романы, литературную критику и работы по образованию. Его выдающийся труд «Фи Зиляль аль-Куран» («Под сенью Корана») представляет собой 30-томный комментарий к Корану. На протяжении большей части его жизни ближайшее окружение Кутба в основном состояло из влиятельных политиков, интеллектуалов, поэтов и литераторов как его возраста, так и представителей предыдущего поколения. К середине 1940-х многие из его произведений были включены в учебные программы школ, колледжей и университетов Египта.
Несмотря на то, что большая часть его наблюдений и критики была направлена против мусульманского мира, Кутб также известен своим резким неодобрением общества и культуры США, которые он считал материалистическими и одержимыми насилием и сексуальными удовольствиями. Он выступал за насильственный, наступательный джихад. Кутб был описан последователями как великий мыслитель и мученик за ислам, в то время как многие западные наблюдатели считают его ключевым создателем исламистской идеологии, и источником вдохновения для жестоких исламистских группировок, таких как «аль-Каида». Сегодня его сторонники идентифицируются их противниками как «кутбиты» или «кутби».

## Биография
Родился в деревне Муша в провинции Асьют, в 235 километрах к югу от Каира, в знатной, однако обедневшей семье. Старший брат Мухаммада Кутба. В 1912 — поступил в школу, а через пять лет он знал наизусть Коран.
В 30 лет был отправлен в Каир, где окончил институт «Дар аль-Улум» (учебное заведение, в программу которого входили как религиозные, так и светские предметы). После окончания этого учебного заведения получил диплом преподавателя в школе.
Был инспектором Министерства просвещения до 1951 года. В 1949—1951 изучал в США опыт организации школьного образования.
Там он «ужаснулся» западными обычаями, позволяющими практиковать внебрачный и добрачный секс, женское равноправие и особенно совместное обучение мальчиков и девочек в школах. После возвращения из Америки стал выступать с резким осуждением американского образа жизни.
Был членом партии «Вафд», но вскоре вышел из неё, сохраняя интерес к партийной политике.
Изменил свои политические взгляды, стал идеологом политического ислама в Египте. Приговорён к смертной казни через повешение по обвинению в руководстве заговором с целью убийства президента Египта Насера и других высших должностных лиц. Приговор был приведён в исполнение.

## «Вехи на пути»
Находясь в тюрьме Кутб написал своё самое знаменитое произведение «Вехи на пути», в котором изложил свои взгляды на особенности исламского общества, роль Корана, исламскую культуру. В книге утверждается, что законы шариата единственный правильный путь, которого должны придерживаться мусульмане.

«Вехи на пути» своего рода объявление войны против существующего порядка; эта работа признана сегодня основополагающим текстом современного исламизма.
— «Мировой порядок», Генри Киссинджер

## Идеи
Главной идеей произведений Кутба был открытый антисемитизм. Размышляя об основании Израиля и событиях в Палестине до него, Кутб неизменно приходил к выводу, что еврейские «нападки на ислам» связаны со «злым и нечестивым еврейским духом». По его мнению, главный способ защиты ислама — полное уничтожение еврейского народа, в связи с чем он открыто поддержал действия Адольфа Гитлера и нацистов по уничтожению европейского еврейства как способ «освободить человечество от еврейского международного зла». Его антисемитизм слабо сочетался с классическим исламом и господствовавшими тогда в исламском мире настроениями, однако в дальнейшем, из-за распространения кутбизма среди арабов, антисемитизм стал распространяться всё шире.

## Труды
Его ключевые произведения:
- «Наша борьба против евреев», 1950;
- «Борьба ислама и капитализма», 1951;
- «Вехи на пути», 1964.